# Quela Rovira
María Celia «Quela» Rovira (Montevideo, 1917 - 2009) fue una pintora, maestra y docente de arte uruguaya integrante del Taller Torres García.

## Trayectoria
Durante sus estudios en secundaria tuvo como profesor de dibujo a Carmelo de Arzadun, cuando éste asistía a las clases del Taller Torres.  María Celia (Quela) Rovira se recibió de maestra en 1936, se dedicó a trabajar en la enseñanza de la expresión plástica en las escuelas públicas junto a sus colegas María Mercedes Antelo y Bell Clavelli. Como resultado de estos años de trabajo con los niños se realizó una Exposición de Dibujos de Niños en el Centro de exposiciones Subte en 1947.
Fue alumna del taller de Guillermo Laborde hasta el año de su fallecimiento en 1940.
En 1942 ingresó al Taller Torres García hasta 1946. En este taller integró el grupo que realizó los Murales de Saint Bois, su mural se tituló La Escuela y fue terminado en 1944.
Abre una galería de arte en Montevideo en el año 1960 donde realiza exposiciones de autores uruguayos y de otros países, destacándose una muestra de pintura de Rafael Alberti.

## Obras

### Murales
- 1944, La Escuela. Mural en el Pabellón Martirené del Hospital Saint Bois (189 x 272cm)

### Escritas
- 1994, Arte: Comunicación visual. Metodología y dimensión futura. Amalia Polleri, María Celia Rovira. Montevideo: Banda Oriental.
- 1982, El lenguaje gráfico plástico: Fundamentos y nuevos enfoques : Manual para docentes, estudiantes y artistas. Amalia Polleri, María Celia Rovira, Brenda Lissardy. Montevideo: Edilyr Uruguaya.